# Zločin proti človeštvu
Zločin proti človeštvu je izraz, ki ga mednarodno pravo uporablja pri obsodbah ali kakršnih koli zločinskih dejanjih nad večjimi skupinami ljudi in ga pojmuje kot najhujše kriminalno dejanje nasploh. Zločini proti človeštvu so obravnavani podobno kot vojni zločini in delijo nekatere skupne značilnosti, vendar se razlikujejo v tem, da so zločini proti človeštvu večinoma usmerjeni proti določeni skupini ljudi, pri čemer ni treba, da se pojavljajo v kontekstu vojne.